# POP (山下久美子のアルバム)
『POP』（ポップ）は、山下久美子の11thスタジオ・アルバムで、1987年7月21日に日本コロムビアから発売された。

## 概要
キャッチコピーは「これは夢見るポップです。」。
前作から約1年ぶりとなるアルバムで、『ロックンロール3部作』の2作目として発売された。
前作『1986』同様、布袋寅泰がサウンド・プロデュースとして参加した作品である。

## 再発売
1990年5月21日に、CDのみ値段を改定して再発売。
1994年11月21日に、CD文庫1500シリーズの1つとして再発売。
2009年4月20日に、オンデマンドCDとして再発売。
2020年10月21日に、デビュー40周年記念ベスト・アルバム『愛☆溢れて! 〜Full Of Lovable People〜』と同時に、UHQCD仕様で発売された。

## 収録曲

### SIDE A
| 全作詞: 山下久美子、全作曲・編曲: 布袋寅泰。 |                              |            |            |      |
| #                                            | タイトル                     | 作詞       | 作曲・編曲 | 時間 |
| 1.                                           | 「WHY?」                     | 山下久美子 | 布袋寅泰   | 3:45 |
| 2.                                           | 「Lilith (British Fantasy)」 | 山下久美子 | 布袋寅泰   | 5:15 |
| 3.                                           | 「Happy Birthday…to me」     | 山下久美子 | 布袋寅泰   | 4:21 |
| 4.                                           | 「LADY×××POP!」              | 山下久美子 | 布袋寅泰   | 2:25 |
| 5.                                           | 「Moonage-Rhapsody」         | 山下久美子 | 布袋寅泰   | 5:40 |
| 合計時間:                                    | 合計時間:                    | 21:26      |            |      |

### SIDE B
| 全作詞: 山下久美子（#6除く）、全作曲・編曲: 布袋寅泰。 |                         |                      |            |      |
| #                                                      | タイトル                | 作詞                 | 作曲・編曲 | 時間 |
| 1.                                                     | 「TIRED OUT」           | 山下久美子（#6除く） | 布袋寅泰   | 4:44 |
| 2.                                                     | 「LOVE & PEACE」        | 山下久美子（#6除く） | 布袋寅泰   | 2:49 |
| 3.                                                     | 「BIBBIDI-BOBBIDI-BOO」 | 山下久美子（#6除く） | 布袋寅泰   | 4:10 |
| 4.                                                     | 「STAY」                | 山下久美子（#6除く） | 布袋寅泰   | 5:41 |
| 5.                                                     | 「Rock me Baby」        | 山下久美子（#6除く） | 布袋寅泰   | 3:48 |
| 6.                                                     | 「BULEZY」              | 山下久美子（#6除く） | 布袋寅泰   | 1:26 |
| 合計時間:                                              | 合計時間:               | 22:38                |            |      |

## 楽曲解説

### SIDE A
1. WHY?
  - 安宅美春が1990年にリリースされたアルバム『孤独のRUNAWAY』にてカバー[6][注釈 1]。
2. Lilith (British Fantasy)
  - 先行シングル。
  - アルバムバージョンとして収録されている。
3. Happy Birthday…to me
4. LADY×××POP!
5. Moonage-Rhapsody

### SIDE B
1. TIRED OUT
2. LOVE & PEACE
  - 安宅美春が1990年にリリースされたアルバム『孤独のRUNAWAY』にてカバー[6][注釈 1]。
3. BIBBIDI-BOBBIDI-BOO
  - 安宅美春が1990年にリリースされたアルバム『孤独のRUNAWAY』にてカバー[6][注釈 1]。
4. STAY
  - 先行シングル「リリス」のB面曲。
  - アルバムバージョンとして収録されている。
5. Rock me Baby
  - シングル「MELODY - from Liverpool」（EPレコード盤）のB面曲として、シングルカットされた。
6. BLUEZY
  - インストゥルメンタル曲。

## 参加ミュージシャン
Sound Produced by 布袋寅泰
- Guitars：布袋寅泰
- Bass：松井恒松, 浅田孟 from Sheena & Rokkets
- Stick Bass：VAGABONDE
- Drums：山木秀夫
- Organ, Keyboards：ホッピー神山
- Computer Program：松武秀樹, 鈴木浩之
- Chorus：布袋寅泰, 山下久美子